# Fyens Distribution
Fyens Distribution A/S er en dansk virksomhed, der står for distributionen af Fyens Stiftstidende samt alle øvrige morgenaviser på Fyn og øerne. Selskabet er et 100% ejet datterselskab af Fyens Stiftstidende A/S og er beliggende på Blangstedgårdsvej i det sydøstlige Odense.
Selskabet beskæftiger knap 25 ansatte i administrationen, mens antallet af bude er ca. 1.800. I regnskabsåret 2008 havde virksomheden et resultat på 17.000 kr. efter skat.
Direktør er Jan Erik Olsen.